# Траскотт, Стивен
Стивен Мюррей Траскотт (англ. Steven Murray Truscott; род. 18 января 1945 года) — канадец, ставший жертвой произошедшего в  1959 году ошибочного осуждения, несправедливость которого была доказана лишь в 2007 году.

## Биография
9 июня 1959 года 12-летняя Линн Харпер пропала без вести. Спустя 2 дня, 11 июня, её тело было обнаружено в лесу, в юго-западном районе провинции Онтарио. Она была изнасилована и задушена собственной блузкой. Подозрение сразу пало на Траскотта. Ему было 14 лет, Линн Харпер была его одноклассницей. Траскотт был арестован 12 июня 1959 года и признался, что за два дня до убийства он катал девочку на своём велосипеде. По его словам, он оставил одноклассницу на шоссе и видел, как она садилась в машину. Траскотту не поверили и предъявили обвинение в убийстве первой степени. Слушания по делу начались 16 сентября 1959 года. Траскотт отрицал свою вину. Жюри присяжных признало его виновным, и Траскотт был приговорён к повешению. Позже казнь была заменена на 10 лет тюрьмы.
В 1969 году Траскотт вышел на свободу. Он всегда говорил, что невиновен. Он женился и воспитал троих детей. В 2000 году он публично заявил о своей невиновности. В том же году по телевидению был показан документальный фильм, снятый CBC, в котором справедливость вынесенного приговора ставилась под сомнение. В 2006 году дело было пересмотрено в Верховном суде Канады. 28 августа 2007 года решением Апелляционного суда Онтарио приговор был отменён, и Траскотт был оправдан. 7 июля 2008 года правительство провинции Онтарио объявило, что, в соответствии с независимой рекомендацией королевского адвоката Сидни Робинса, Траскотту будет выплачено 6 500 000 долларов компенсации.
Дело Стивена Траскотта стало одним из самых скандальных в истории юриспруденции Канады, а также одним из самых известных в мире случаев судебной ошибки. В настоящее время смертная казнь в Канаде отменена. Убийство Линн Харпер осталось нераскрытым.

## В массовой культуре
- В 2003 году был опубликован роман канадской писательницы Энн-Мари Макдоналд, основанный на истории Траскотта, — The Way the Crow Flies[5].